# 可壓縮流
可压缩流是一種氣流，而且此類氣流密度會出現显着变化。尽管所有氣流都是可压缩的，但是当马赫数（流速与声速的比值）小于0.3时，因為速度造成的密度變化通常小於5%，此時氣流會视为不可壓縮流。 可压缩流的研究与高速飞机、喷气发动机、火箭发动机、高速进入行星大气、天然气管道、商业应用（例如喷砂处理）以及许多其他领域有关。

## 历史
气体动力学研究與航太發展息息相關，现代飞机的高速飞行、太空飞行器的大气重返等問題，以往都未曾深入研究。但其實早在19世纪初，就曾有分析发射子弹氣體改變，从而提高了枪支和大炮的准确性和能力。 随着時間推移，诸如古斯塔夫·德拉瓦等发明家推动了这一领域的发展，而诸如恩斯特·马赫(Ernst Mach)等研究人员则试图透过实验来了解所涉及的物理现象。
20世纪初，气体动力学的研究重点转移到了航空领域。路德维希·普朗托和他的学生提出了重要的概念，从边界层到超音速激波，超音速风洞和超音速喷嘴设计。 普朗托大学的学生西奥多·冯·卡门继续提高对超音速流动的理解。其他著名人物：西奧多·梅耶、Luigi Crocco和Shapiro，也为现代气体动力学研究基础做出了重要贡献。
随着20世纪初期人们对气体动力学的理解提高，人們误以为飞机最高速度存在障碍，通常會称为音障 。事实上，超音速飞行的障碍只有當時尚不成熟的技术。当气流接近声速时，常规翼型的阻力系数显着增加，在當代很難克服高馬赫數產生的大阻力，因此「音障」此一概念於焉誕生。好在飞机设计最終大幅进步，可以生产出Bell X-1 。由查克·葉格(Chuck Yeager)驾驶的X-1于1947年10月正式实现了超音速。 
縱觀历史，科學家們研究气体动力学的進程中，分成两条平行的路径。实验气体动力学，进行风洞模型实验以及在震波管和弹道实验，并使用光学影像技术记录新的发现。理论气体动力学，則以理論分析应用于可变密度气体的运动方程式及其解。许多基本的气体动力学是解析性的，意即一般人可用公式算得解析解，但是在现代，计算流体动力学(Computational Fluid Dynamics)应用電腦計算来解决特定几何形状和可压缩流間，原本棘手的非线性偏微分方程，即所謂數值解。

## 基本概念
可压缩流的基础理论涉及几个重要的假设：

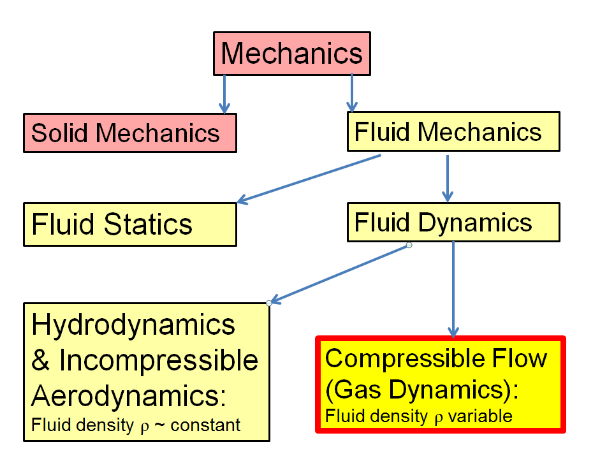
流体力学及其分支

1. 連續性：所有流体都是由分子组成的，但是不必跟著氣流（例如在大气压下）中大量的分子單體。藉由假设氣流连续，我们可以将气流视为低密度的连续物质。只有在高層大氣、太空等低密度的领域中，单一分子的运动才变得重要。
2. 无滑动条件：假定固体表面的流速等于表面本身的速度，这是假设连续流动的直接结果。無滑動条件意味着流动具有粘性，而也意味著空气的高速流动，會在物体上形成边界层。

不可压缩流问题大多仅涉及两个未知数：压力和速度，通常僅須透過两个方程式即可求得，方程式描述了质量守恒和线性动量守恒，且流体密度假定为常数。但是，在可压缩流中，气体密度和温度也成为变量。为了解决可压缩流问题，这需要两个以上的方程：气体的状态方程和能量守恒方程。对于大多数气体动力学问题，理想气体是合理且適當的状态假設。
流体力学问题有两种做法：拉格朗日法和欧拉法。拉格朗日法在流过流场时遵循特定一塊流体质量。反之，欧拉法則不会随流体一起移动，而是固定觀察流体流过的同一塊框架或控制体积。雖然拉格朗日法才能看出一個流體如何從前面這樣變成後面那樣，然而實務上不太可能做到這件事，因此做實驗通常採用歐拉法來觀察。
最后，尽管已知空间具有3個维度，但是如果仅其中一维具有最重要的意义，则在数学上描述气流时可以进行重要的简化：假定为單维流动。这在計算管路、喷嘴和扩散器的流动時非常有用，因為在这些流动中，流动特性主要只在軸向而非側向上改变。但是計算高速运动物体上的外部流時，至少需要看成二维。当三个空间维度（也许还有时间维度）都很重要时，大概就要求助電腦來算了。

## 马赫数，波动和声速

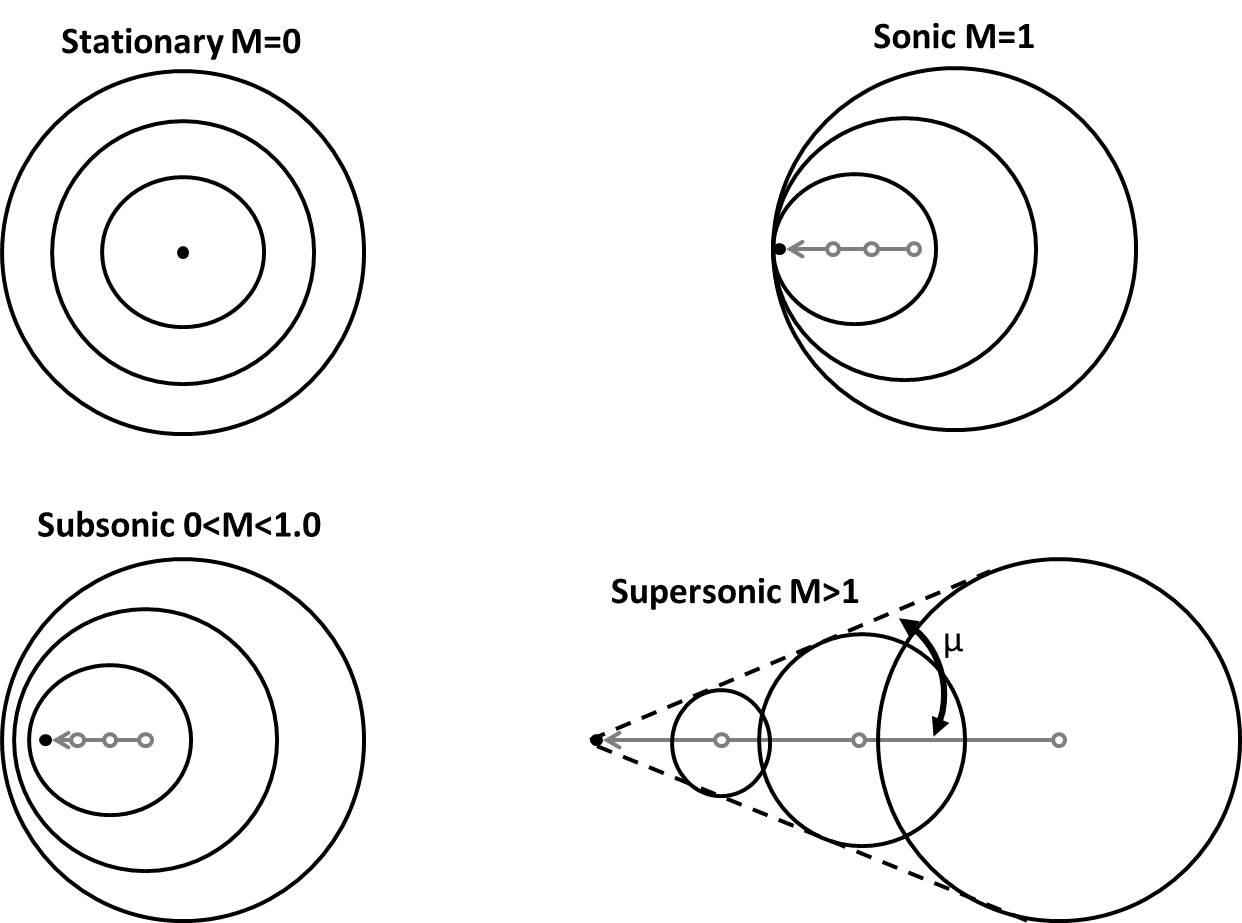
波动和声速

马赫数(M)定义为速度与声速之比。例如，在室温下，声音經由空氣傳播的速度约为340 m/s（1,100 ft/s） 。 M值的范围可以从0到∞，但是这种宽泛的范围又可細分為：次音速、跨音速、超音速、極音速和超高速流。下图是马赫数光谱，可看到他們如何分布。

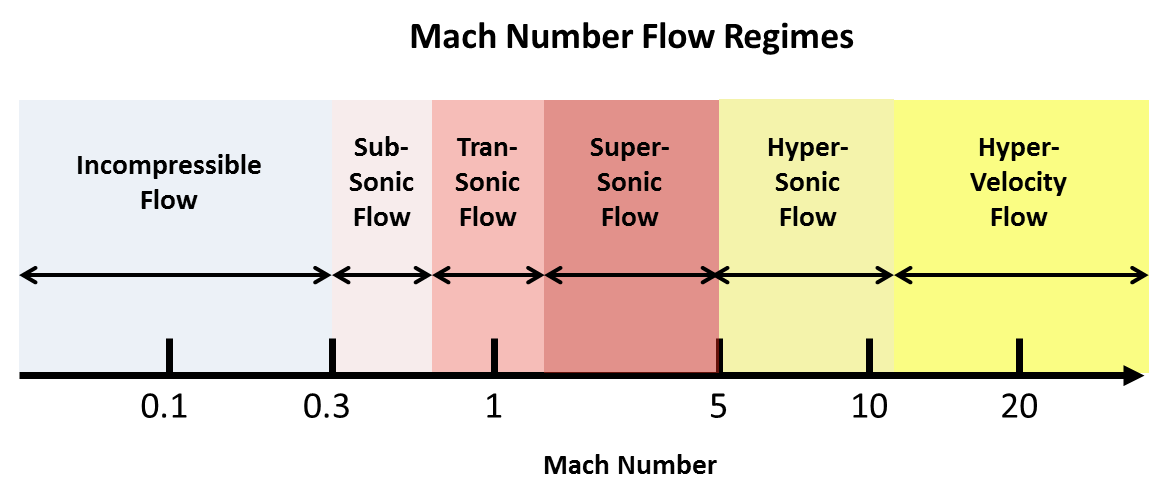
马赫数光谱

對於馬赫數分類不是隨便找個速度就分的，而是從實驗、理論中發現，在跨越那個馬赫數後，某些特性會變得相當明顯。在流速非常慢時，由於音速快上許多，马赫数就變得无关紧要，数学上可将其忽略。但是，一旦流动速度接近音速，马赫数就变得非常重要，并且开始出现震波。因此，跨音速状态是通过不同的（且更为复杂的）数学来描述。在超音速状态下，流动以帶有斜角的波运动为主，类似于马赫角。在大约5马赫以上时，这些波角变得很小，以至于需要使用不同的数学方法来定义極音速状态。最后，从轨道进入行星大气层時，速度達到數公里/秒，音速现在已经相当慢，以至于在超高速状态下它在数学上又被忽略了。
当物体在气体中从次音速加速到超音速时，会发生不同类型的波动现象。为了说明这些变化，下图显示了一个发出对称声波的固定点(M = 0)。在均匀的流体中，声速在所有方向上都是相同的，因此这些波只是同心球体。随着发声点开始加速，声波在运动方向上「靠拢」，而在相反方向上「遠離」。当该点达到音速(M = 1)时，它与其产生的聲波以相同速度传播。因此，无限数量的这些声波在该点之前「堆积」，從而形成震波。在达到超音速流动后，粒子运动得如此之快，以至于它不断地将声波留在后面。发生这种情况时，这些点后面的波的轨迹会产生一个称为马赫波角或马赫角μ的角度：
{\displaystyle \mu =\arcsin \left({\frac {a}{V}}\right)=\arcsin \left({\frac {1}{M}}\right)}
其中{\displaystyle a}代表气体中声音的速度， {\displaystyle V}代表物体的速度。尽管这些斜波以奥地利物理学家恩斯特•马赫的名字命名，但最早是由克里斯汀多普勒发现。 

## 單维流動
單维(1-D)流是指通过管道或通道的气流，假定其中的流量参数仅沿一个空间维度（即管道长度）显着变化。在分析一维通道流时，进行了许多假设：
- 管路长度与宽度之比(L/D)≤约5（以忽略摩擦和传热），
- 稳定流vs.不稳定流，
- 流动是等熵的（即可逆且绝热的过程），
- 理想气体定律（即P =ρRT）

### 德拉瓦喷嘴
随着流速从次音速加速到超音速状态，氣流經過喷嘴和扩散器的物理特性发生了变化。利用流体动力学和热力学的守恒定律，建立了以下与通道流动的关系（质量守恒和动量守恒相结合）：
{\displaystyle dP\left(1-M^{2}\right)=\rho V^{2}\left({\frac {dA}{A}}\right)} ，
其中dP是压力的微小变化，M是马赫数，ρ是气体密度，V是流速，A是管道截面积，dA是管道面积的微小变化。從方程式中可以知道，对于次音速流，收縮管道(dA<0)会增加流速，而擴張管道(dA>0)会降低流速。
但當氣流超過音速時，因為(1- M 2)成為負值，讓流動現象相反。现在，收縮管道(dA<0)会降低流速，而擴張管道(dA>0)会提高流速。在Mach = 1时，会发生特殊情况，其中管路截面积必须为最大或最小。实務上，只有讓1马赫發生在管路的最小截面积，才可以在前方加速、後方繼續達到更高的流速。

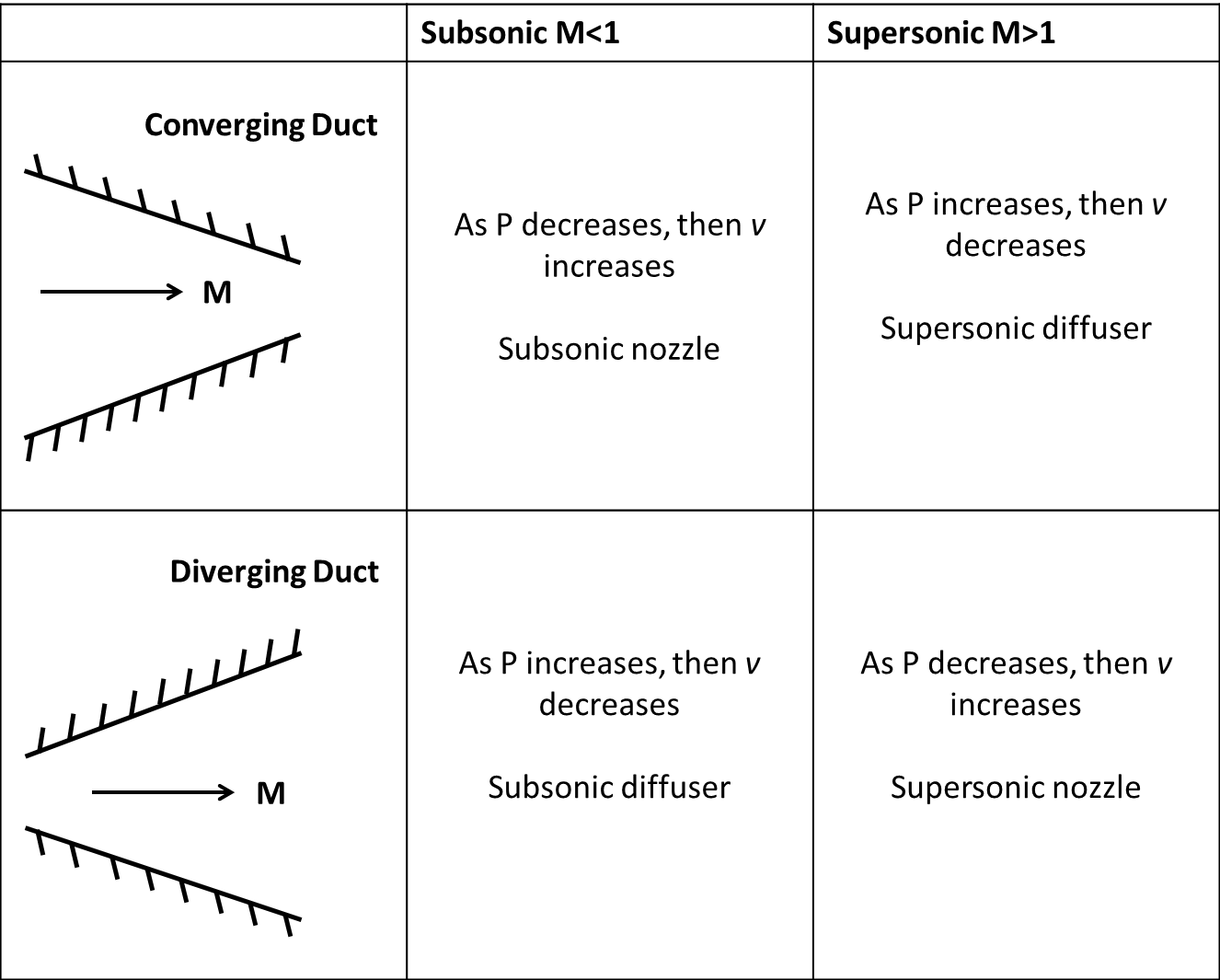
表中显示了随着马赫数的变化喷嘴和扩散器的物理趨勢发生逆转的情况

因此，为了將氣流加速到1马赫，必须将喷嘴设计为收縮到最小截面积，然后擴張。在古斯塔夫·德拉瓦古斯塔夫·德拉瓦发明了这种喷嘴之后，这种类型的喷嘴（收缩喷嘴）會称为拉伐尔喷管。
当次音速流进入收縮管道且面积减小时，氣流加速。到达管道的最小面积（也称为喷喉）后，流速必須达到1马赫。如果要继续提高流速，则必须降低其密度，以遵守质量守恒原则。为了讓密度降低，氣流必须膨胀。

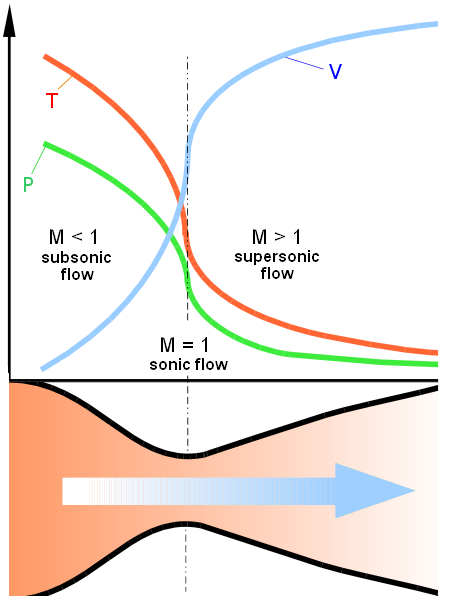
德拉瓦喷嘴

### 气体可达到的最大速度
最终，由于能量守恒，气体基于其能量含量會限制在某个最大速度。气体可以达到的最大速度V max为：
{\displaystyle V_{\text{max}}={\sqrt {2c_{p}T_{t}}}}
其中c p是气体的定壓比热，T t是氣流停滞温度。

### 等熵流马赫数关系
利用前述的守恒定律和热力学，建立了多种形式的关系
{\displaystyle {\frac {{\text{property}}_{1}}{{\text{property}}_{2}}}=f(M,\gamma )}
其中M是马赫数，γ是比热之比（空气可直接假定為1.4）。

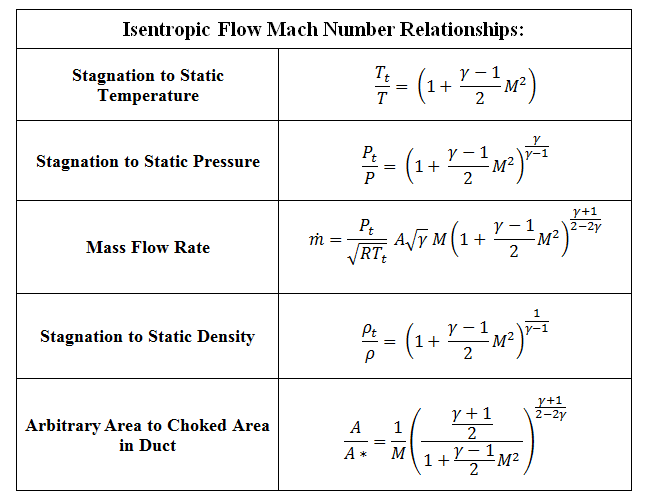
等熵流关系表。与等熵流场特性相关的方程式。

### 達到超音速
如先前所述，为了使气流超音速，它必须通过管路面积最小處或噴喉。此外，要达到1马赫，压力與全壓的比值P b / P t大约为2。一旦达到1马赫，噴喉处的流速就會阻塞。因为下游的变化只能以音速向上游移动，所以在流量阻塞后，通过喷嘴的质量流動不会受到下游条件变化的影响。

### 气体的非等熵單维通道流-正震波
正震波是垂直于局部流动方向的震波。
这些震波在压力波累积并聚集成极薄的震波时產生，该震波将动能转换为热能。因此，这些波会相互抵消，也可能相互增强，於是从一系列无限小声波中形成單一个震波。由于跨越震波的状态变化高度不可逆，因此震波會造成的熵大量增加。当分析正震波时，運用理想气体、單维、稳定和绝热流动等假設。停滯温度和停滞焓在震波上游和下游相同。

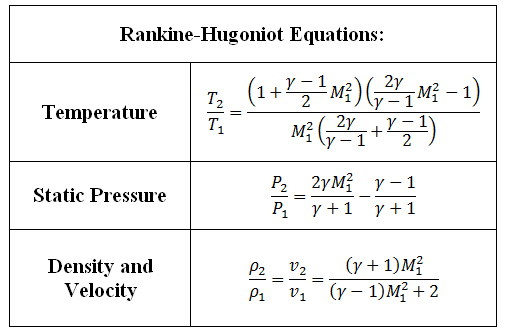
Rankine-Hugoniot方程，連結了正震波之前和之后的条件。

可以定點正震波或移动正震波中任何一个來轻松分析正震波。正震波之前的流动必须是超音速的，而正震波之后的流动必须是次音速的。 Rankine-Hugoniot方程用于求解流动条件。

## 二维流
一维流只是二维流的一种特殊情况。因此，一维流动的定义现象之一，即正震波，同样只是斜震波中的特例。斜震波在以下应用中更为常见：飞机进气口设计、超音速飞行以及超音速喷嘴和扩散器。根据流动条件，斜震波可以以艏震波的形式附着在流体上、或从流体上脱离。
|  |  |  |

### 斜震波

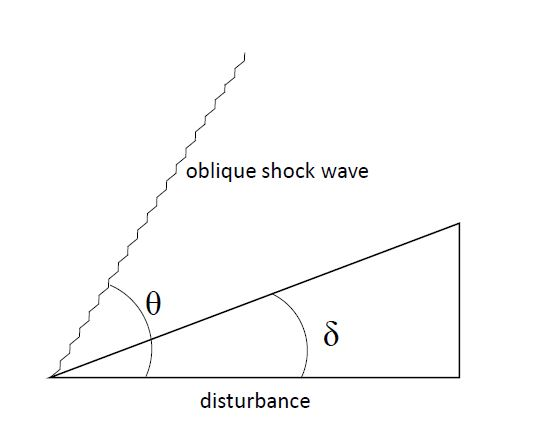
斜震波

斜震波与正震波相似，但它与流动方向的夹角小于90°。当障礙物以一個不為零的角度（δ）進入流場中时，流場必须响应变化的边界条件。因此，形成斜震波，导致流动方向的改变。

#### 震波极座标图

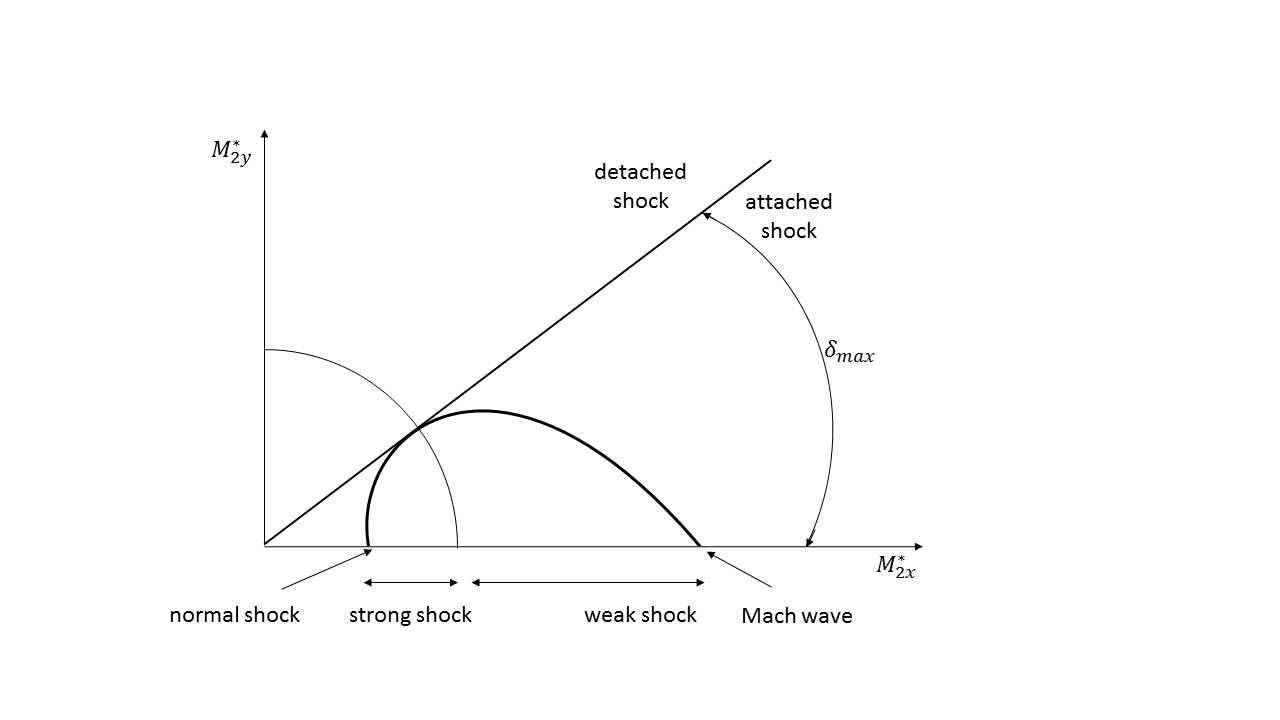
震波极座标图

根据流場偏转的程度（δ），斜震波又分為强或弱。强斜震波的特点是更大的角度和整个震荡的熵损失，而弱斜震波则相反。为了粗略地了解这些震波的差异，可以使用震波极座標图。震波后的静温T *，即震波后的声速定义为：
{\displaystyle A^{*}={\sqrt {\gamma RT^{*}}}}
其中R为气体常数，γ为比热比。马赫数可以分解为卡氏坐标
{\displaystyle {\begin{aligned}M_{2x}^{*}&={\frac {V_{x}}{a^{*}}}\\M_{2y}^{*}&={\frac {V_{y}}{a^{*}}}\end{aligned}}}
用V x和V y作为流体速度V的x和y分量。藉由给出震波前的马赫数，可以指定条件的轨迹。在一些δmax从强斜震波过渡到弱斜震波。当δ= 0°时，在强斜震波的极限处会产生正震波，而在弱斜震波的极限处会产生马赫波。

#### 斜震波反射
由于震波的倾斜，在产生斜震波后，它可以三种方式与边界相互作用，下面将对两种方式进行说明。

##### 固體边界
首先使流場旋转角度δ，该震波从固體边界反射，并且流动由–δ转向，再次与边界平行。重要的是要注意，每个過程產生的斜震波都更加弱，并且波角會逐漸增加。

##### 不规则反射
不规则反射与上述情况非常相似，但要注意的是δ大于最大允许转向角。因此，形成了分离的震波并且发生了更复杂的反射。

### 普朗托–邁耶扇
普朗托–邁耶扇可以分为压缩扇和扩張扇。 普朗托–邁耶擴張扇能夠跨越边界层（即流體和固体），该边界层也以不同的变化做出反应。当震波打在固体表面时，所得扇将作为对面類型的扇返回，而当击中自由边界时，扇将作为对面类型的扇返回。

#### 普朗托–邁耶扩張扇

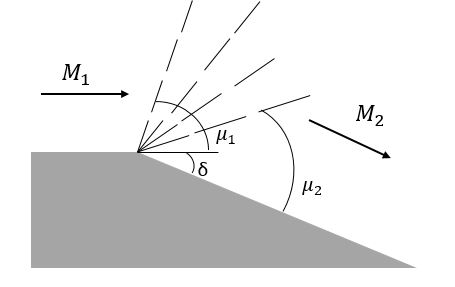
普朗托–邁耶扩張扇

在普朗托和邁耶提出理論以前，唯一會讨论到的流體现象是震波，它会减慢流动并增加其熵。而此後，人們才知道普朗特－邁耶膨脹扇現象，是另一個造成超音速流动的可能。
与流場遇到倾斜的障碍物并形成斜震波相反，流體流經凸角扩展并透过一系列等熵马赫波形成膨胀扇。扩張「扇」由从初始马赫角到最终马赫角的马赫波组成。由于马赫数的增加仅与通道的凸角（δ）成比例，因此流體可以围绕尖角或圆角均匀扩張。产生普朗托 - 邁耶扇的扩展角可以是尖锐的（如图所示）或圆形的。如果总转向角度相同，则普朗托 - 邁耶扇之解也将相同。
普朗托 - 邁耶擴張可以看作是德拉瓦喷嘴操作的物理解释。喷嘴的轮廓产生了一系列平滑且连续的普朗托 - 邁耶擴張波。

#### 普朗托 - 邁耶压缩扇
普朗托 - 邁耶压缩是与扩張相反的现象。

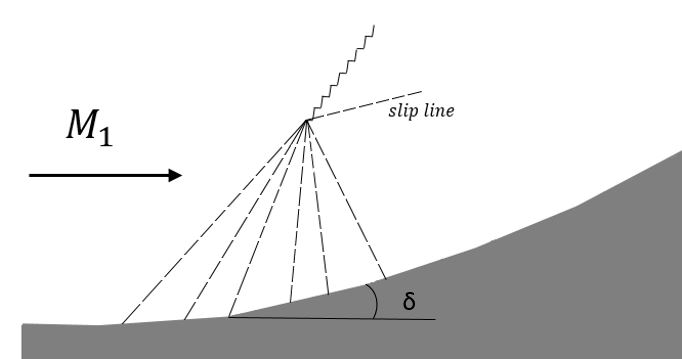
基本普朗托 - 邁耶压缩

如果将气流逐渐转过δ角，则可以形成压缩扇。该扇也是一系列马赫波，最终会合并为斜震波。因为流場是由等熵区域（經过扇的流場）和等熵区域（通过斜震波的流場）所定义，故在两个流动区域之间会产生一条滑移线。

## 应用

### 超音速风洞
超音速风洞用于测试和研究超音速流，大约在1.2至5的马赫数范围内。风洞背后的工作原理是在上游到下游保持極大压差，从而驱动气流。
风洞可分为两类：连续运行和间歇运行的风洞。

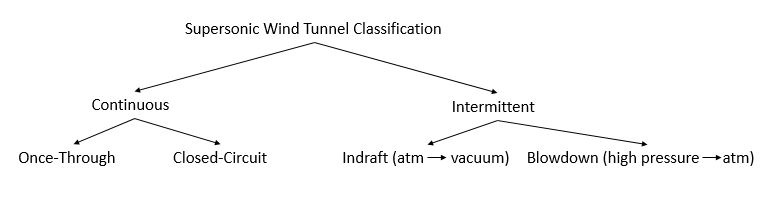
超音速风洞分类

连续运行的超音速风洞需要一个独立的电力來源，随着测试部分的尺寸越來越大，需要的电源会急剧增加。间歇性超音速风洞的价格较低，因为它们可以在很长的时间裡慢慢存储电能，然后在简短的测试中一次释放。两者之间的差异就像电池和电容器。
|  |  |

吹放式超音速风洞具有较高的雷诺数，较小的储气罐和随时可用的干燥空气。但是它们的高压可能造成危险，导致难以保持恒定的停滞压力，并且在操作过程中会产生較大噪音。
吸入式超音速风洞与压力隐患无关，允许恒定的停滞压力，并且相对安静。不幸的是，它们的雷诺数范围有限，并且需要大型真空儲存槽。
毫无疑问，知识是藉由在超音速风洞中进行研究和测试而获得；然而，这些设施通常需要大量的电力，来维持测试条件所需的高压力比。例如，阿诺德工程发展中心拥有世界上最大的超音速风洞，卻需要足以照明一座小城市的電力才得以运行。因此，大型风洞在大学中变得不那么普遍了。

### 超音速飞机进气道
斜震波最常见的需求是在超音速飞机的进气口設計，其速度大于2马赫（F-16的最大速度为2马赫，但不需要斜震波进气）。进气口的目的之一是使进入的超音速空气在进入涡轮喷气发动机之前减速至次音速，从而最大程度地减少震波损失。这是通过以下一种或多种斜震波来完成的，最后是非常弱的正震波，上游马赫数通常小于1.4。通过进气道的气流必须在从最大音速到零，這樣極大的速度范围内被正确管理。这需要改变进气道表面的位置来完成。
進氣口的几何形状必須要可以变化才能應付从起飞到超过2马赫的速度，例如，对于约3马赫的最大速度， XB-70使用具有可调节斜度的矩形入口，而SR-71使用具有可调节中心锥度的圆形入口。

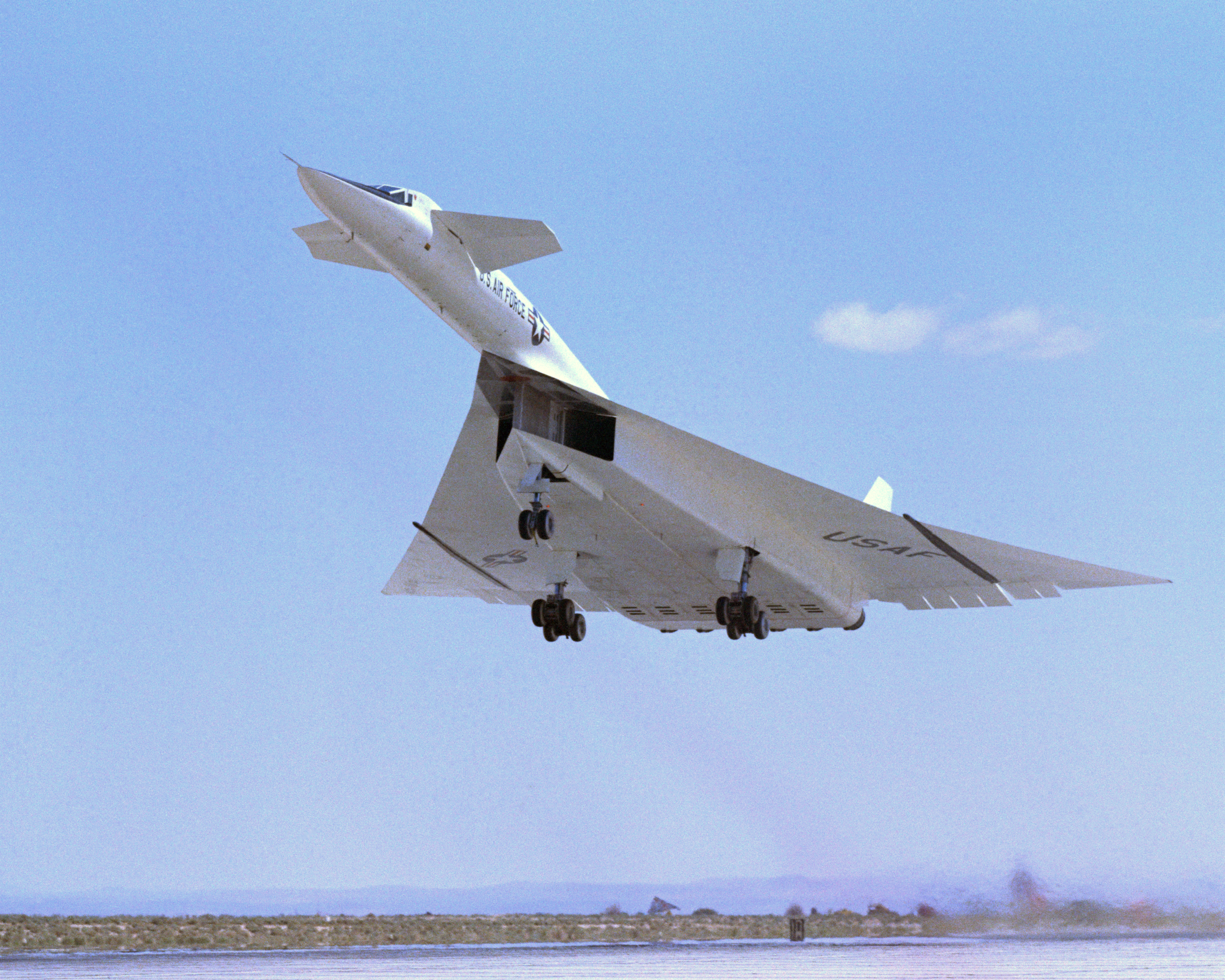
XB-70带有斜面的矩形进气口

|  |